# Halmenus choristopterus
Halmenus choristopterus är en insektsart som beskrevs av Robert Evans Snodgrass 1902. Halmenus choristopterus ingår i släktet Halmenus och familjen gräshoppor. Inga underarter finns listade i Catalogue of Life.